# ジェームズ・キャロル・ベックウィズ
ジェームズ・キャロル・ベックウィズ（James Carroll Beckwith、1852年9月23日 - 1917年10月24日）はアメリカ合衆国の画家である。自然主義の画家で19世紀末、20世紀初頭のアメリカ美術を代表する画家である。

## 略歴
ミズーリ州ハンニバルで生まれた。両親がシカゴに移り食料品の卸業を始めたのでシカゴで育った。1868年からシカゴのデザイン・アカデミーで、ウォルター・シャーロー(Walter Shirlaw)のもとで美術を学ぶが、1871年のシカゴの大火で、学校も被災したので、ニューヨークのナショナル・アカデミー・オブ・デザインに移り、レミュエル・ウイルマース(Lemuel Wilmarth)に学んだ後、1873年から1787年までパリに留学した。
パリでは国立高等美術学校のアドルフ・イヴォンのクラスで学び、カロリュス＝デュランにも学んだ。カロリュス＝デュランはリュクサンブール宮殿の装飾画を描く仕事の助手にベックウィズと同じくアメリカ人画家のジョン・シンガー・サージェントを選んだ。
1878年にアメリカに帰国し、アメリカ美術界での地位を高めていった。1878年から1882年の間と1886年から1887年の間はニューヨークのアート・スチューデンツ・リーグで教えた 。女性画家のバイオレット・オークリー(Violet Oakley)らがベックウィズが教えた学生である。1887年に結婚した時、友人となっていたサージェントからヴェネツィアを描いた水彩画を贈られた。
アメリカ芸術協会（American Fine Arts Society)の設立に尽力し、ナショナル・フリー・アート・リーグの会長を務めた。有名な人物の肖像画を描き、描いた人物には画家のウィリアム・メリット・チェイス、作家のマーク・トウェイン、政治家のセオドア・ルーズベルト、ジョン・マカリスター・スコフィールドらがいた。
1889年、1899年のパリ万国博覧会や1895年のアトランタの国際展覧会などに出展して賞を得た。1893年に再びパリに渡り、装飾画の仕事をし、1893年のシカゴ万国博覧会の施設の装飾画の仕事をした。1910年から1914年の間はイタリアに滞在し風景画を描いた。1917年にニューヨーク滞在中に心臓麻痺で急死した。

## 作品

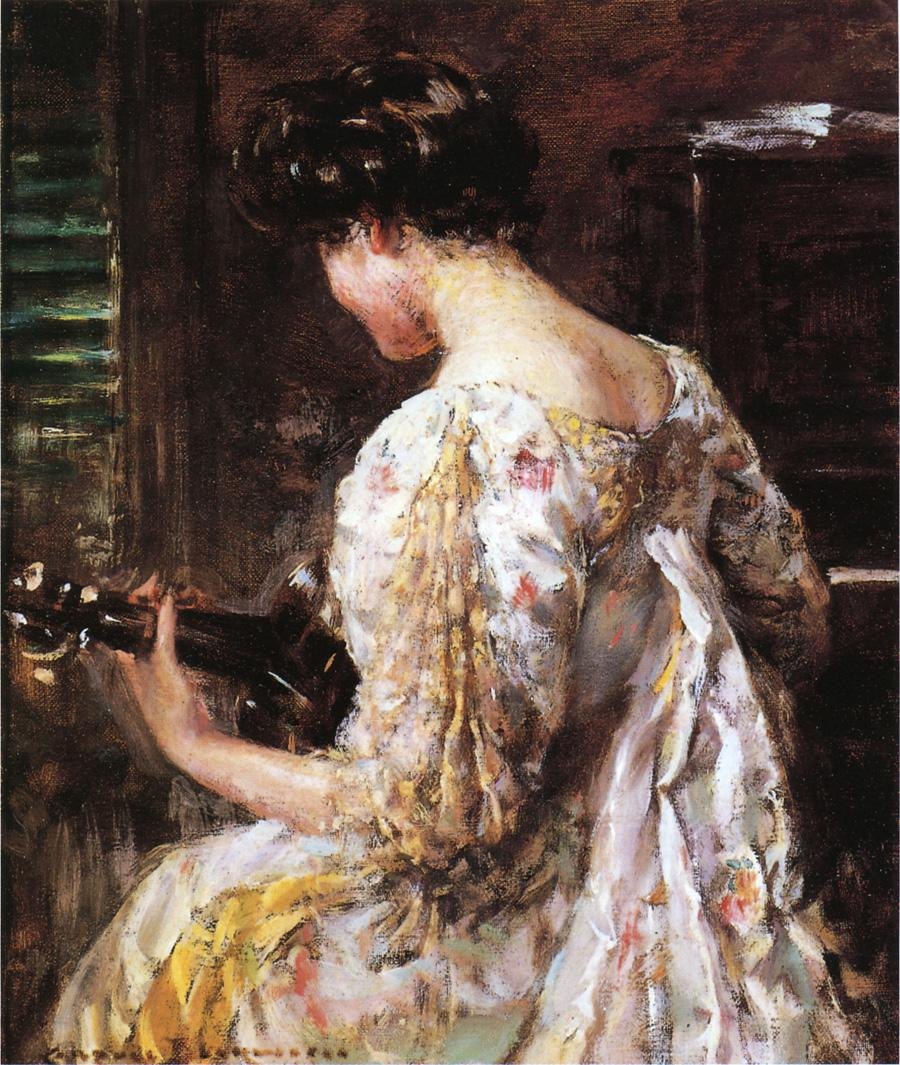
ギターを弾く女性
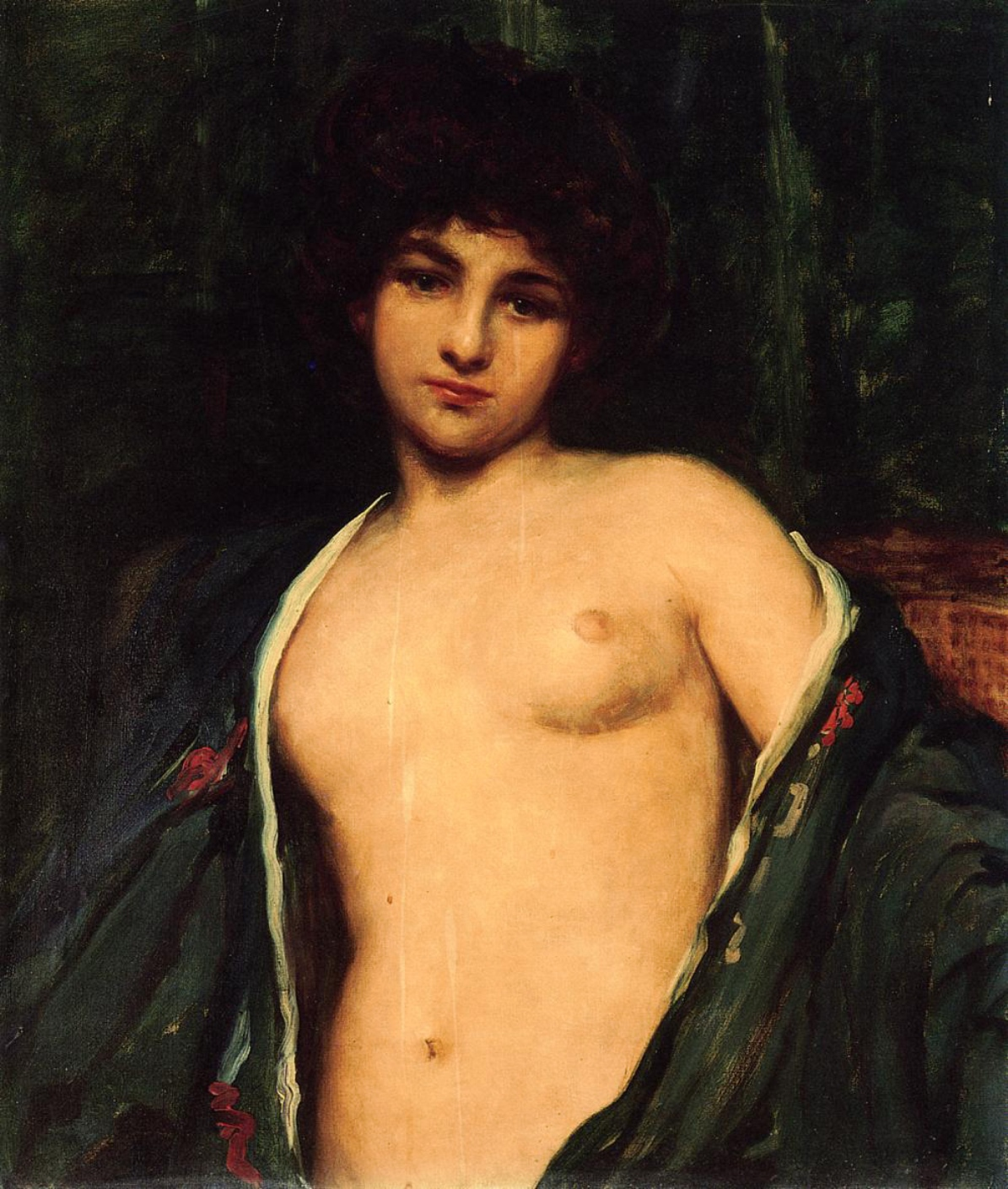
イヴリン・ネスビット-女優 (c.1901)
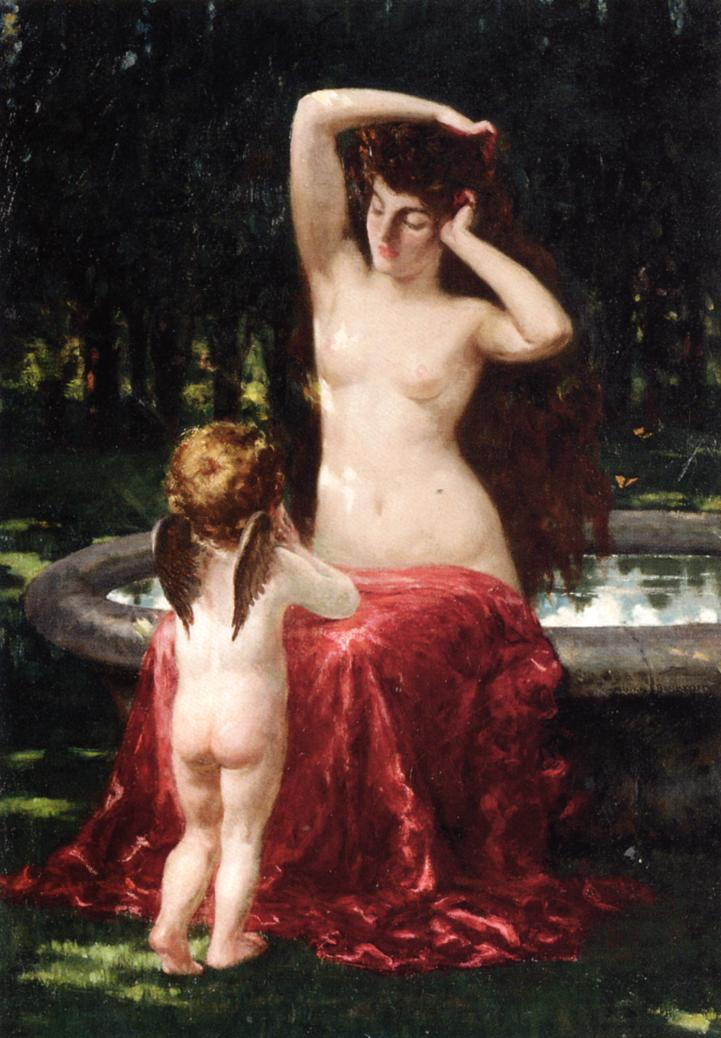
Sylvan Toilette, c. 1898
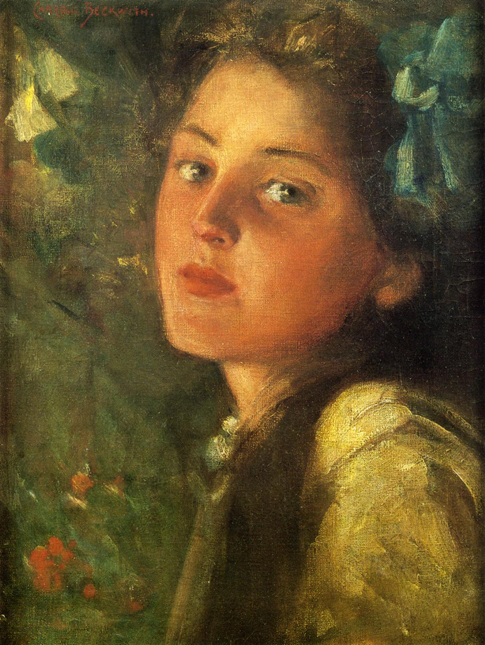
A Wistful Look.
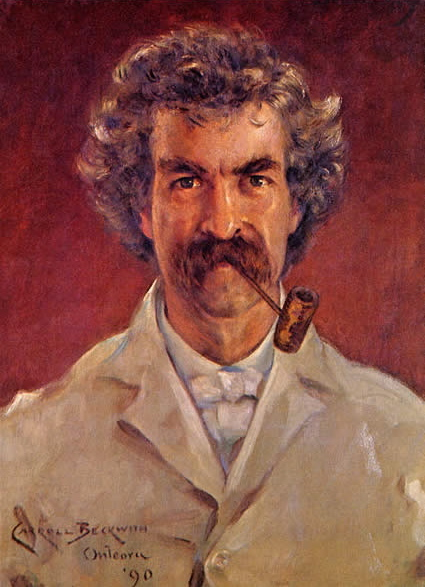
マーク・トウェイン (1890)
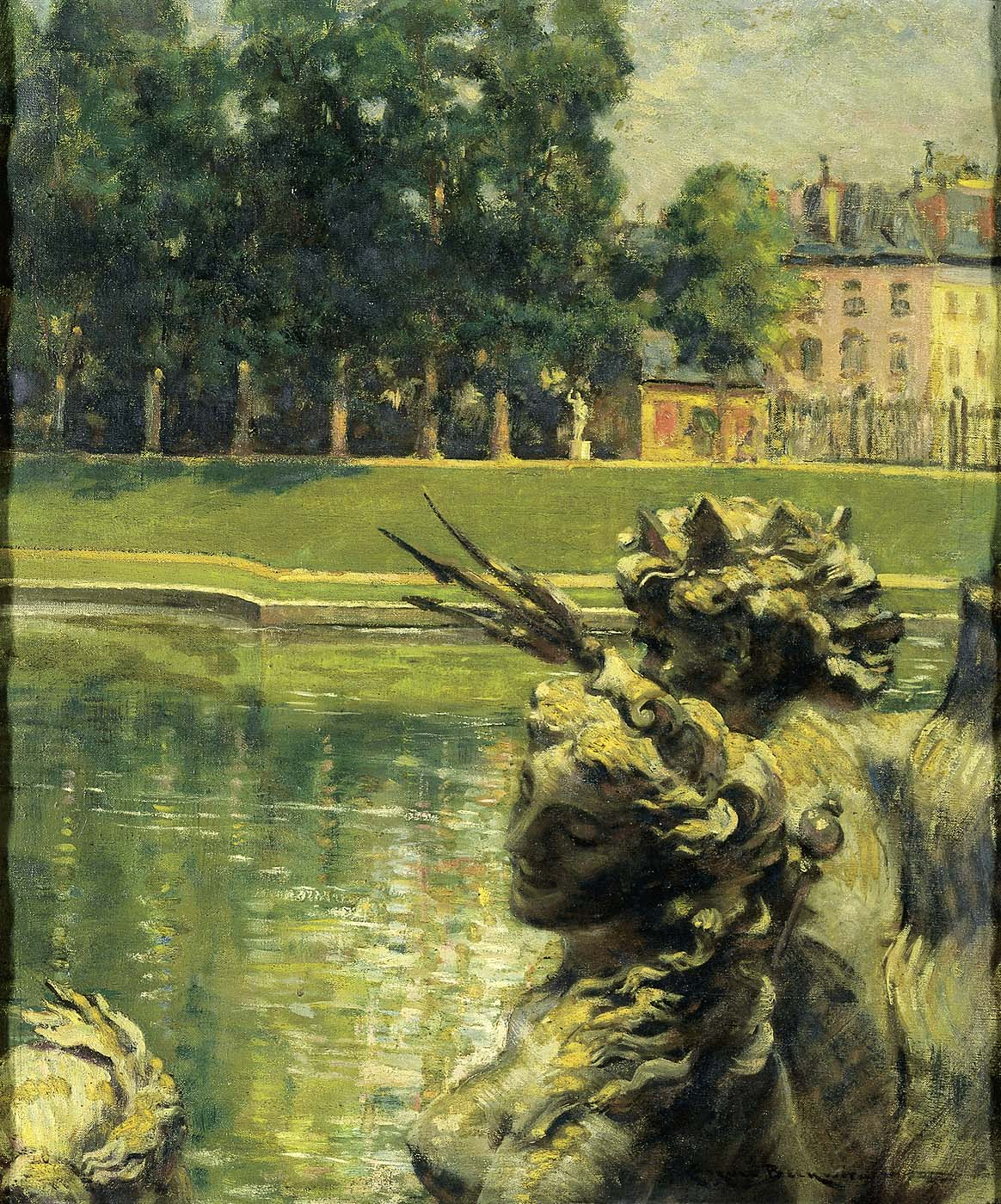
ベルサイユ宮殿のネプチューンの噴水
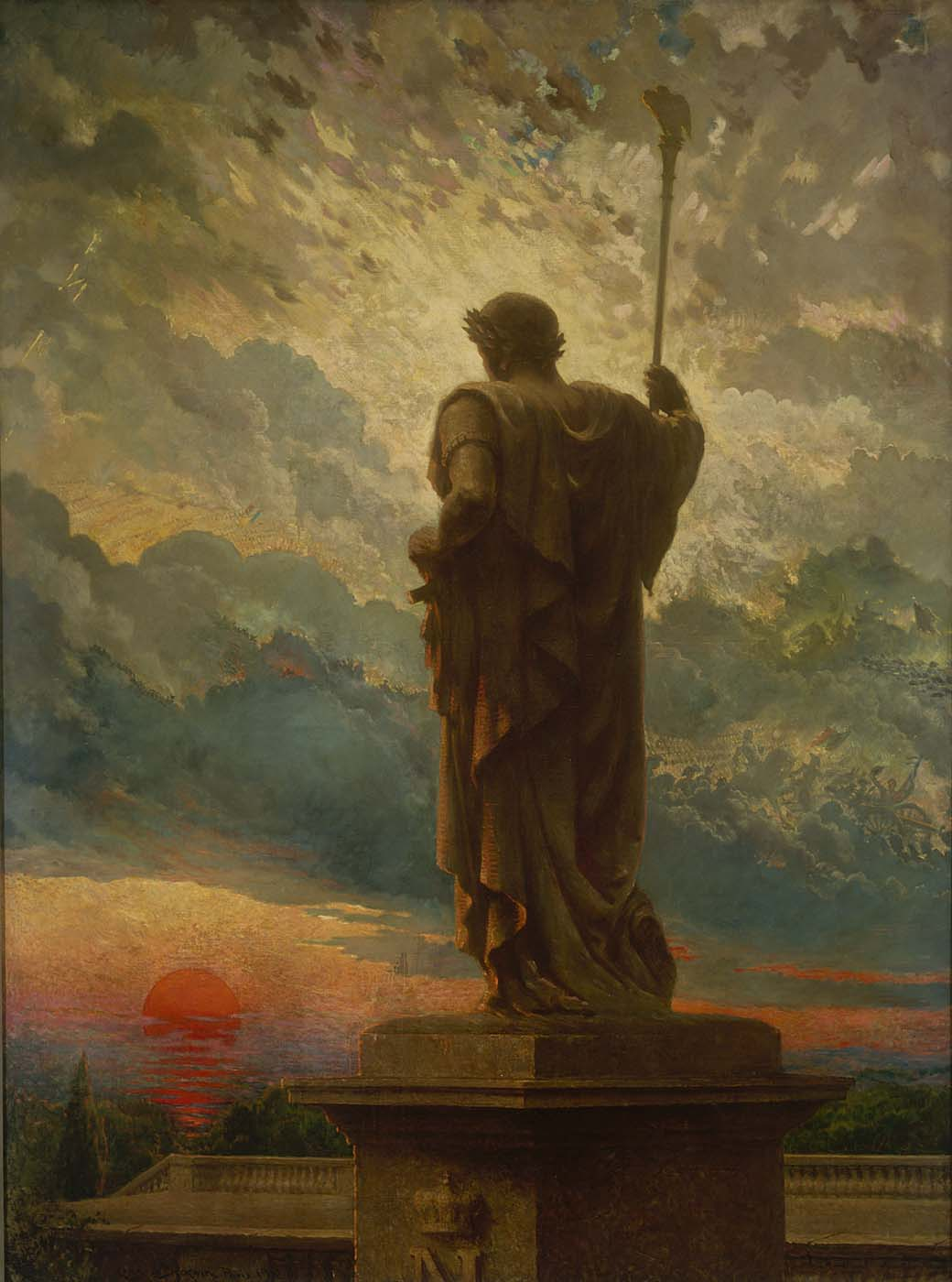
皇帝の像
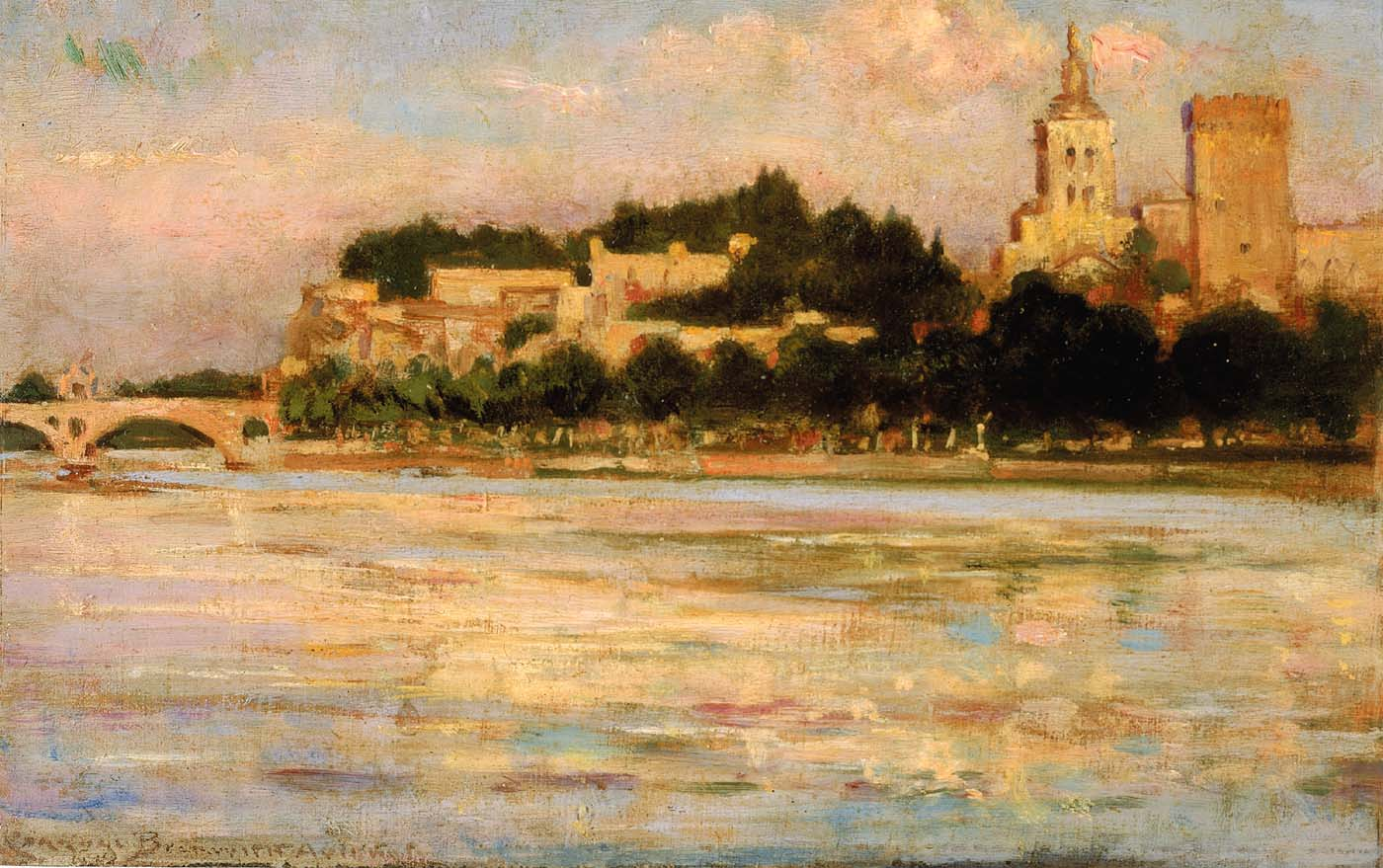
アヴィニョン教皇庁